# Nicolau de Lorena, Duque de Mercoeur
Nicolau de Lorena, Duque de Mercoeur (em francês:  Nicolas de Lorraine, duc de Mercœur; Bar-le-Duc, 1524 – Nomeny, 23 de janeiro de 1577), era um príncipe da Casa de Lorena, filho de António, Duque da Lorena, e de Renata de Bourbon.
Foi, primeiro, Bispo de Métis (1543-1548) e, depois, Bispo de Verdun (1544-1547). Tornou-se conde de Vaudémont (1548-1577), Senhor de Mercoeur (1563-1569) e, por fim, duque de Mercoeur (1569-1577). Fundou o ramo de Mercoeur, da Casa de Lorena.
Foi ainda regente dos Ducados da Lorena e de Bar (1552-1559), durante a menoridade do seu sobrinho, o duque Carlos III.
Foi pai da rainha de França Luísa de Lorena-Vaudémont, casada com Henrique III da França. 

## Biografia
Nicolau fora destinado por seus pais à carreira eclesiástica, tendo-se tornado Bispo de Métis (em 1543) e Bispo de Verdun (1544). 
Em junho de 1545, tinha ele 21 anos, o seu irmão mais velho, o duque Francisco I da Lorena, pelo que Nicolau assume a regência em nome do seu sobrinho Carlos III conjuntamente com a sua cunhada, a duquesa viúva Cristina da Dinamarca. No entanto, em novembro de 1545, os Estados da Lorena decidem deixar Cristina como única regente.
Sobrinha do Imperador Carlos V, a jovem duquesa viúva de 28 anos adota evidentemente uma política favorável ao Império, ao que Nicolau se opõe.
Nicolau começa por renunciar aos seus bispados em 1548, renegando os seus votos eclesiásticos e tomando o título de conde de Vaudémont. No ano seguinte casa-se com Margarida de Egmont.
A guerra recomeça entre o Império e a França de Henrique II aliada aos príncipes protestantes da Liga de Esmalcalda em 1550. Na primavera de 1552, o rei de França aproveita-se para impor a sua « proteção » aos principados episcopais (conhecidos pelos Três Bispados) encravados nos territórios ducais sob o pretexto, incongruente para a época, que os habitantes eram de língua românica. Não obstante, ele avançou com as suas tropas até Estrasburgo, cidade germanófila, mas em vão.
Em 1551, Nomeny foi destacada do Bispado de Métis, sendo-lhe atribuída, em 1567, por Maximiliano II, Sacro Imperador Romano-Germânico, como margraviato, o que o tornou um Príncipe do Império (a Casa de Lorena viria a obter um voto completo na Dieta Imperial em 1736 através de Nomeny, em compensação pela cedência do Ducado da Lorena à França, para além da aquisição do Grão-Ducado da Toscana)
Em França, o património da sua mãe, a baronia de Mercœur foi, em 1563, da mesma forma, elevada ao estatuto de principado (embora não fosse independente da coroa francesa) e, em 1568, tornando-se um ducado do Pariato de França.Nicolau foi também creado cavaleiro da Ordem do Espírito Santo.
A 15 de abril de 1552, de passagem por Nancy (a capital da Lorena), o rei Henrique II destitui arbitrariamente a  regente, nomeando o francófilo Nicolau em seu lugar, levando consigo o jovem duque Carlos III, com 9 anos, por forma a ser educado na corte de Paris, subtraindo-o à nfluência da mãe, a  duquesa-viúva Cristina da Dinamarca. Nicolau exercerá a regência até ao eegresso do seu sobrinho e duque legítimo que, entretanto, casara a uma princesa francesa, em 1559.
Nicolau, que entretanto ficara viúvo em 1554, volta a casar no ano seguinte com Joana de Saboia-Nemours. Retira-se da vida pública e torna-se um colecionador, reunindo quadros, livros e armas. Tendo perdido a sua segunda esposa, volta a casar, aos 45 anos, com uma prima do ramo francês dos Duques de Guise, Catarina de Lorena-Aumale com apenas 19 anos.
Em 1575, sem procurar qualquer protagonismo, Nicolau regressa à vida pública uma vez que a sua filha mais velha, Luísa, casa com o rei Henrique III de França.
Nicolau vem a falecer dois anos mais tarde no seu castelo de Nomeny com 53 anos.

## Casamentos e descendência
Casou em primeiras núpcias, em Bruxelas a 1 de maio de 1549, com Margarida de Egmont (1517-1554), irmã de Lamoral, conde de Egmont, de quem teve 4 filhos:
- Margarida (Marguerite) (1550-morreu jovem)
- Catarina (Catherine) (1551-morreu jovem)
- Henrique (Henri) (1552-morreu jovem), conde de Chaligny
- Luísa (Louise) (1553-1601), que casou em Reims a 15 de fevereiro de 1575 com Henrique III (1551-1589), rei de França.

Casa-se em segundas núpcias, em Fontainebleau a 24 de fevereiro de 1555, com Joana (1532-1568), filha de Filipe de Saboia, Duque de Nemours, de quem teve:
- Filipe Emanuel (Philippe Emmanuel) (1558-1602), duque de Mercoeur e duque de Penthièvre, casa com Maria de Luxemburgo, viscondessa de Martigues, com geração;
- Carlos (Charles) (1561-1587), cardeal, Bispo de Toul e de Verdun;
- João (Jean) (1563 † jeune)
- Margarida (Marguerite) (1564-1625), casa primeiro com Anne de Joyeuse (1561 † 1587), duque de Joyeuse e, depois, em 1599, com Francisco de Luxemburgo († 1613), duque de Piney;
- Cláudia (Claude) (1566-morreu jovem)
- Francisco (François) (1567-1596)

Voltou a casar em terceiras núpcias, a 15 de maio de 1569, com Catarina de Lorena (1550-1606), filha de Cláudio II de Lorena, duque de Aumale, de quem teve :
- António (Antoine) (1572-1587)
- Henrique (Henri) (1570-1600), conde de Chaligny;
- Cristina (Christine) (1571-morreu jovem)
- Luísa (Louise) (1575-morreu jovem)
- Érico (Éric) (1576-1623), bispo de Verdun (1595-1611)